# 川西インターチェンジ

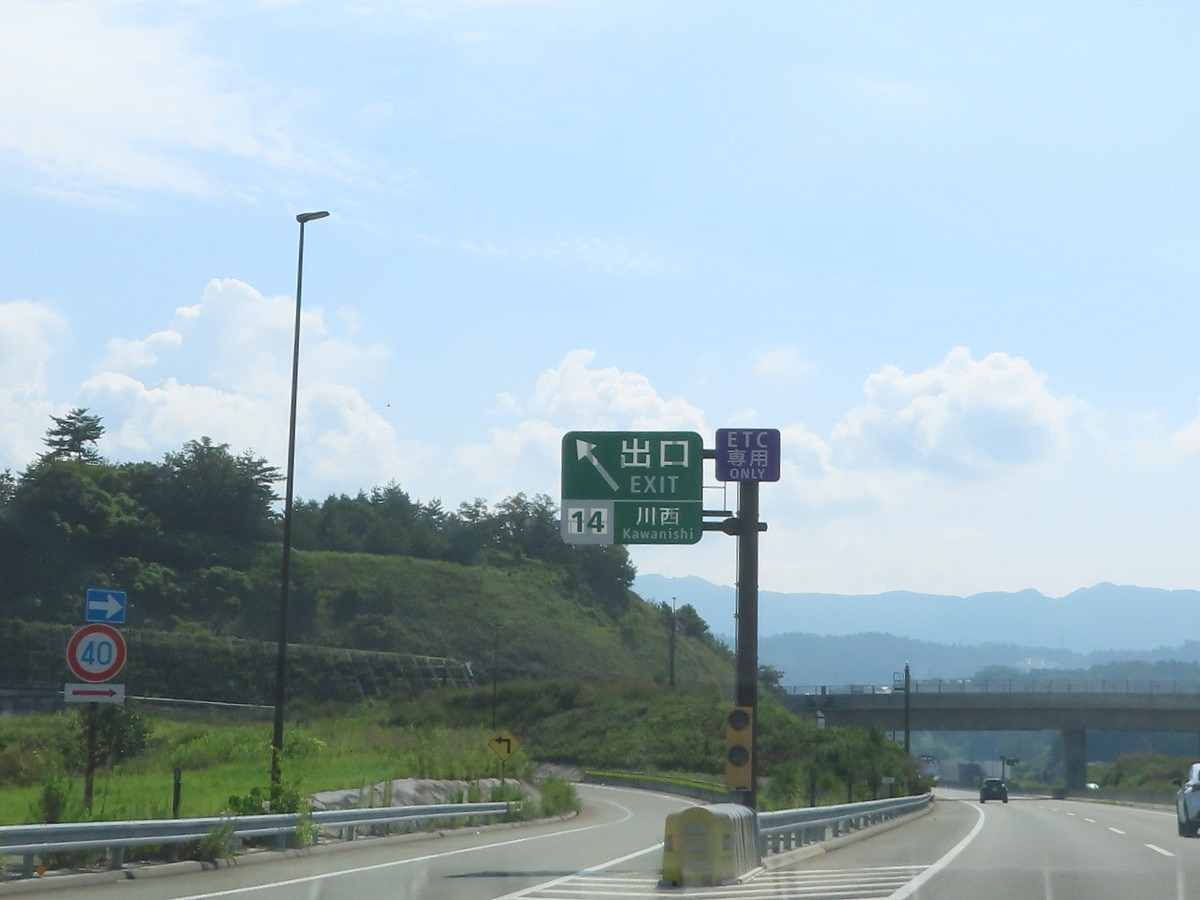
上り線本線の分岐部

川西インターチェンジ（かわにしインターチェンジ）は、兵庫県川西市にある新名神高速道路のインターチェンジである。構造はトランペット型である。このICから高槻方面は大都市近郊区間となる。

## 歴史
- 2017年（平成29年）
  - 9月1日 : IC名称が「川西IC」に正式決定[2]。
  - 12月10日 : 高槻JCT/IC - 川西IC間開通に伴い、供用開始[3]。
- 2018年（平成30年）3月18日 : 川西IC - 神戸JCT間開通[4]。
- 2025年（令和7年）3月4日 : 料金所がETC専用になる[5]。

## 接続する道路
- 兵庫県道721号川西インター線

## 料金所
- ブース数：4

### 入口
- ブース数：2
  - ETC専用：1
  - ETC/サポート：1

### 出口
- ブース数：2
  - ETC専用：1
  - ETC/サポート：1

## 隣
E1A 新名神高速道路
(13)箕面とどろみIC - (14)川西IC  - (14-1)宝塚北SA/SIC - (5-1)神戸JCT